# ISTP (type de personnalité)
Cet article concerne un type psychologique de la classification Myers-Briggs. Pour le type socionique ISTp, voir Socionique. Pour les autres homonymes, voir ISTP.
ISTP (acronyme en anglais « introversion, sensation, thinking, perception » signifiant Introversion, Sensation, Pensée, Perception) est une abréviation utilisée dans le cadre du Myers-Briggs Type Indicator (MBTI) au sujet de l'un des 16 types psychologiques du test. Il est l'un des quatre types appartenant au tempérament Artisan.

## Préférences du ISTP
- I — Introversion, préférée à l'extraversion : les ISTP sont généralement discrets et réservés. Ils préfèrent interagir avec quelques amis dont ils sont proches qu'avec un large cercle de connaissances, et ils dépensent (c'est-à-dire perdent) de l'énergie lors de leurs relations en société (tandis que les types extravertis, dans les mêmes circonstances, en gagnent)[2].
- S — Sensation, préférée à l'intuition : les ISTP raisonnent davantage par le concret que par l'abstrait. Ils concentrent leur attention sur les détails plutôt que sur une vision globale des choses, et sur les réalités immédiates plutôt que sur les possibilités futures[3].
- T — Pensée (en anglais : Thinking), préférée au sentiment : les ISTP placent les critères objectifs au-dessus des préférences personnelles. Lorsqu'ils prennent une décision, ils accordent une importance plus grande à la logique qu'à des considérations sociales et/ou passionnelles[4].
- P — Perception préférée au jugement : les ISTP retiennent leur jugement et mettent du temps à prendre des décisions importantes, préférant garder un maximum de possibilités ouvertes au cas où les circonstances changeraient[5].

## Caractéristiques
Les ISTP sont excellents dans l'analyse de situations. Ils comprennent les problèmes au cœur et n'hésitent pas à les réparer avec facilité, ce qui les rend tout à fait adaptés aux métiers de l'ingénierie. D'une nature discrète, ils s'intéressent à la façon dont les systèmes fonctionnent, se concentrent sur des opérations et des structures efficaces. Ils sont ouverts aux nouvelles informations et à des modes d'approche qu'ils ne connaissent pas. Cependant, et en dépit de leur apparence détachée, les ISTP sont souvent capables d'énoncer des observations profondes et drôles au sujet du monde qui les entoure. Ils peuvent aussi être des risque-tout, appréciant des loisirs que la plupart des gens considèrent comme dangereux (pratique du saut à l'élastique, du deltaplane, de courses diverses ou encore du parachutisme), des sports du même type (paintball, hockey sur glace, plongée sous-marine), voire des carrières comprenant généralement un certain niveau de risque (l'aviation, la lutte contre les incendies...).
Les ISTP semblent parfois agir au mépris des procédures, des directions données à l'avance, du protocole ou encore de leur propre sécurité. Mais si leur approche des choses peut sembler hasardeuse, elle est en réalité basée sur un certain savoir pratique, développé au fil du temps par l'action et l'observation. Les ISTP aiment l'autosuffisance et sont fiers lorsqu'ils parviennent à résoudre des problèmes par des solutions qu'ils ont eux-mêmes développées.
Les ISTP laissent volontiers les autres vivre selon leurs propres règles, aussi longtemps que ceux-ci agissent avec eux de manière réciproque. Ils peuvent se laisser imposer des contraintes raisonnables sans se plaindre : néanmoins, s'ils se sentent attaqués ou violés sur leur "territoire", ils défendront ce qu'ils considèrent comme étant leurs droits et prérogatives légitimes.
D'après David Keirsey, les ISTP sont doués lorsqu'ils utilisent des outils de tous types, aussi bien technologiques qu'artistiques. Ils sont capables d'une grande concentration pour atteindre des buts de manière originale et efficace. Leur nature introvertie ne les empêche pas de faire preuve d'autorité avec les autres, et la présence d'un ISTP dans un groupe peut se révéler déterminante pour en influencer l'action.
Soucieux de maîtriser l'outil qui les intéresse, les ISTP ont besoin de passer par un moment de retraite qu'ils mettront à profit pour affiner la pratique de cet outil. Ils parviennent souvent à une virtuosité que d'autres types peuvent avoir du mal à comprendre ou à mettre à profit.

## Fonctions cognitives
D'après les développements les plus récents, les fonctions cognitives des ISTP s'articulent comme suit :
DominantePensée introvertie (Ti)
La pensée introvertie recherche la précision, par exemple celle du mot juste pour exprimer une idée avec exactitude. Elle remarque les menues distinctions qui définissent l'essence des choses, puis les analyse et en opère la classification. La pensée introvertie examine une situation sous tous les aspects, cherche à résoudre des problèmes avec le minimum d'efforts et de risques. Elle recourt à des modèles pour remédier aux flottements et inconsistances du raisonnement logique. Les ISTP vivent dans un monde de logique, sur lequel ils basent leurs décisions. Ils tirent l'information de leur fonction auxiliaire pour créer des stratégies d'action ou des façons d'aborder une situation. Ils apprécient particulièrement l'examen de systèmes complexes.
AuxiliaireSensation extravertie (Se)
La sensation extravertie se concentre sur les expériences et les sensations du monde physique et immédiat. Pourvue d'une conscience aigüe de ce qui entoure l'individu, elle lui apporte des faits et des détails pouvant constituer le moteur d'actions spontanées. Cette fonction conduit les ISTP à embrasser des opportunités qui les font plonger la tête la première dans des expériences diverses. Elle leur confère aussi une vive perspicacité dans les situations auxquelles ils sont confrontés, comparable à celle des ISTJ. Leur curiosité pour le monde qui les entoure les pousse à y sauter à pieds joints avant de le regarder. Les ISTP sont notamment connus pour leur tendance à enlever des pièces ou des périphériques des systèmes où elles se trouvent afin de voir comment elles fonctionnent, sans se soucier de la manière dont ils les remettront à leur place ensuite.
TertiaireIntuition introvertie (Ni)
Attirée par des dispositifs ou actions symboliques, l'intuition introvertie opère la synthèse de couples de contraires pour créer dans l'esprit des images neuves. De ces réalisations provient une certaine forme de certitude, qui demande des actions ou des expériences pour nourrir une éventuelle vision de l'avenir ; de telles réalisations peuvent inclure des systèmes complexes ou des vérités universelles. Moins ouverts à la théorie et à l'abstraction que les INTP, les ISTP préfèrent "garder les pieds sur terre" et l'attention concentrée sur la situation concrète. Ils utilisent leur fonction Ni pour visualiser des composants et des concepts qu'ils ne peuvent pas voir ou toucher (par exemple, des câbles ou des branchements à l'intérieur d'un ordinateur).
InférieureSentiment extraverti (Fe)
Le sentiment extraverti recherche le lien social et créée d'harmonieuses interactions par un comportement poli et adapté. Il répond aux désirs explicites (et implicites) des autres, ce qui peut donner lieu à un conflit interne entre les propres besoins du sujet et le désir de satisfaire ou de comprendre ceux des autres. Point faible des ISTP, la fonction Fe peut les pousser à interpréter des critiques de leurs idées comme des critiques de leurs compétences ou de leurs capacités. Les ISTP tâchent de suivre les édits de la logique, mais lorsqu'ils sont soumis à une situation de stress, leur fonction inférieure peut les pousser à s'accrocher, de manière illogique et têtue, à leurs propres idées - et cela à leur propre détriment, ou alors même qu'on leur a prouvé qu'ils se trompaient.

### Fonctions secondaires
D'après les développements les plus récents, notamment les travaux de Linda V. Berens, ces quatre fonctions additionnelles ne sont pas celles auxquelles les individus tendent naturellement, mais peuvent émerger en situation de stress. Pour les ISTP, ces fonctions s'articulent comme suit :
Pensée extravertie (Te)
La pensée extravertie organise et planifie les idées pour assurer une poursuite efficace et productive d'objectifs donnés. Elle cherche des explications logiques aux actions, évènements et conclusions, et y identifie de possibles erreurs ou sophismes.
Sensation introvertie (Si)
La sensation introvertie collecte les données du moment présent et les compare avec celles des expériences passées. Ce processus fait remonter à la surface des sentiments associés à des souvenirs que le sujet revit en se les remémorant. Cherchant à protéger ce qui lui est familier, la sensation introvertie identifie dans l'histoire des buts et des attentes en vue d'évènements futurs.
Intuition extravertie (Ne)
L'intuition extravertie trouve et interprète le sens caché d'un objet, d'un propos ou d'une situation, raisonnant à partir de la question "et si...?" pour explorer d'éventuelles alternatives et faire coexister de multiples possibilités. Ce jeu de l'imagination tisse la toile de l'expérience et d'une certaine perspicacité pour former un nouveau schéma d'ensemble, qui peut devenir un catalyseur pour l'action.
Sentiment introverti (Fi)
Le sentiment introverti filtre les informations à partir d'interprétations sur la valeur, formant des jugements en accord avec des critères souvent intangibles. Cette fonction balance constamment entre deux impératifs différents, tels que le désir d'harmonie et celui d'authenticité. Adapté aux distinctions subtiles, le sentiment introverti sent instinctivement ce qui est vrai ou faux dans une situation donnée.

## ISTP célèbres
Bien que seul le passage du test MBTI permette d'identifier avec certitude un type de personnalité, plusieurs praticiens ont tenté de déterminer le type de certains personnages célèbres à partir d'éléments biographiques. Le psychologue américain David Keirsey a ainsi identifié de nombreux ISTP célèbres.

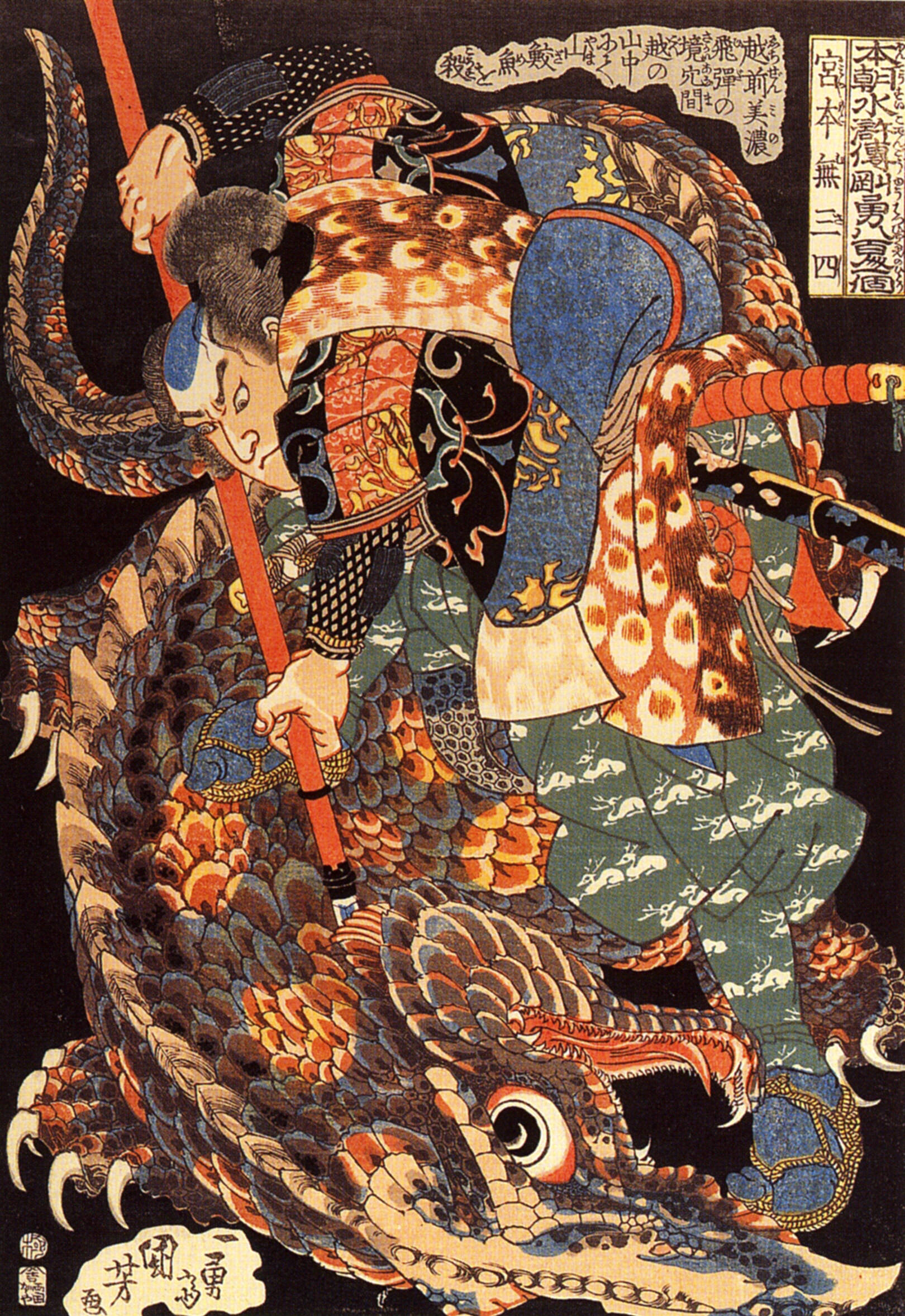
Miyamoto Musashi, samouraï et philosophe japonais.
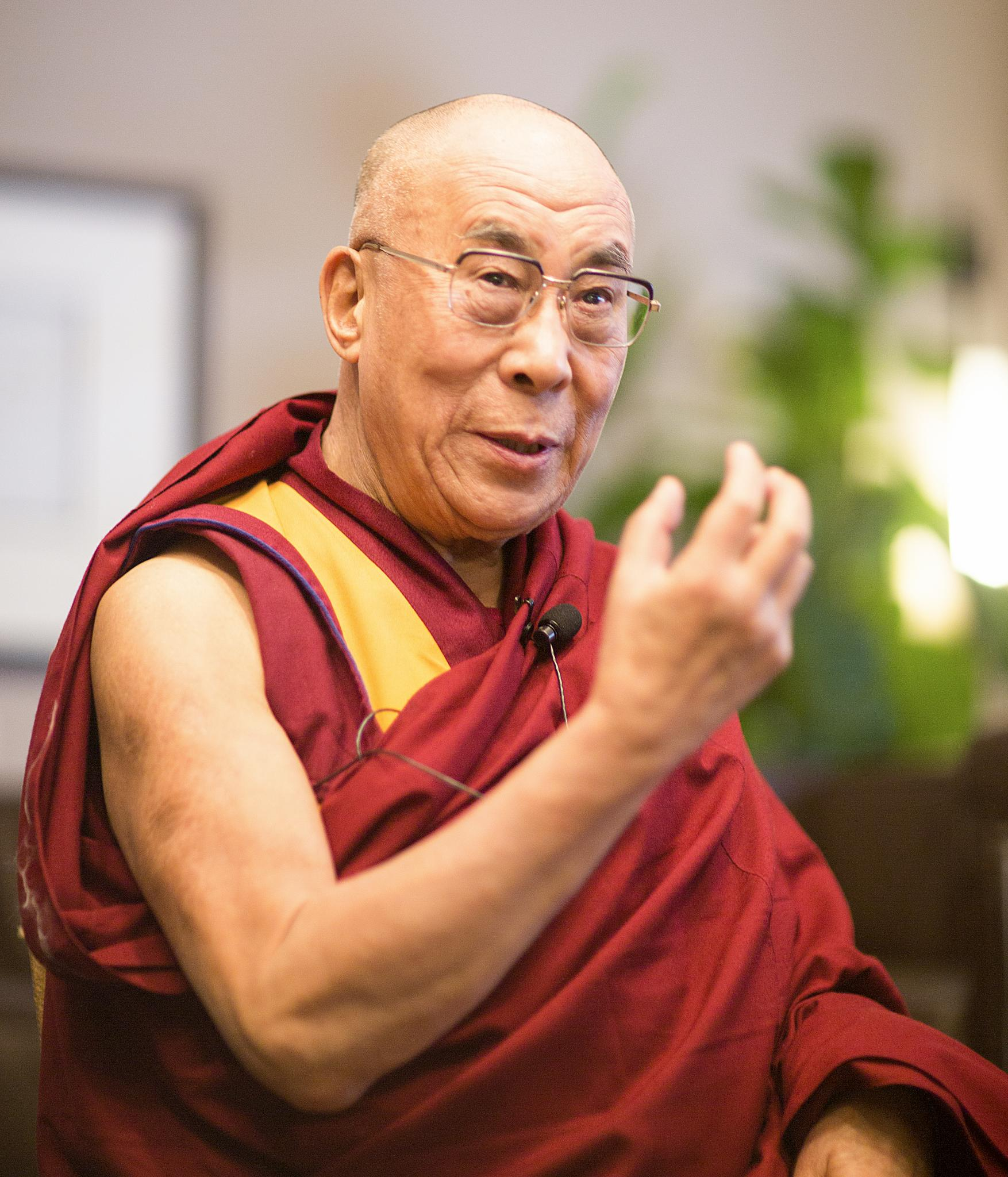
Tenzin Gyatso, moine bouddhiste tibétain et 14e dalaï-lama.
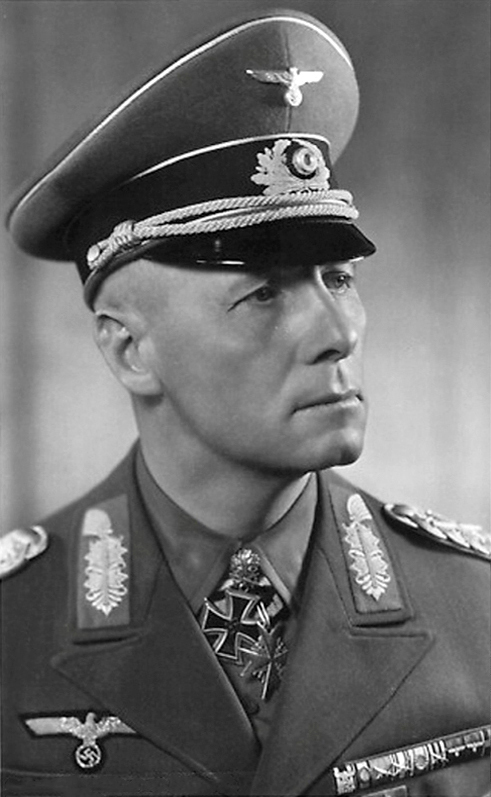
Erwin Rommel, maréchal allemand.
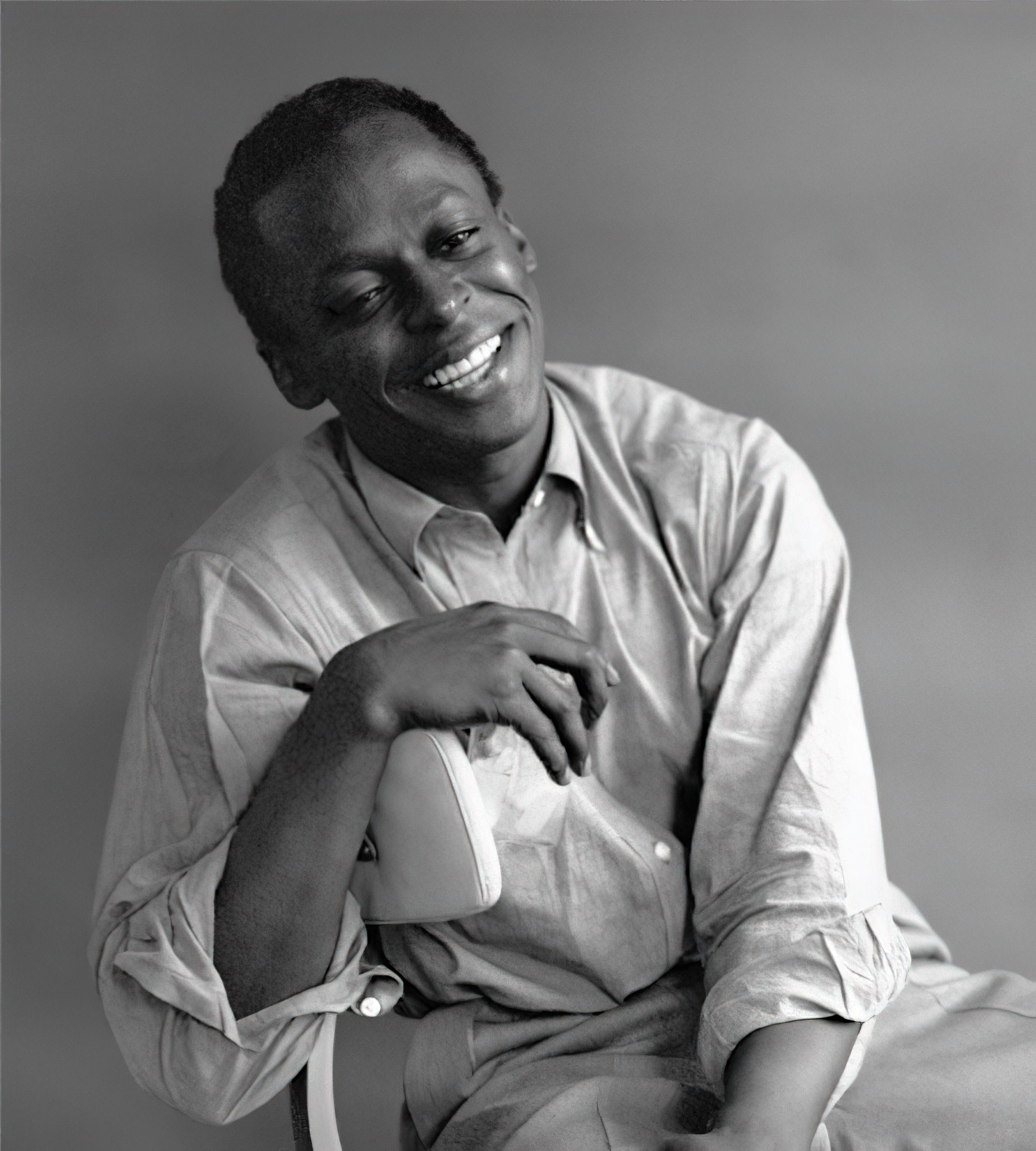
Miles Davis, jazzman afro-américain.
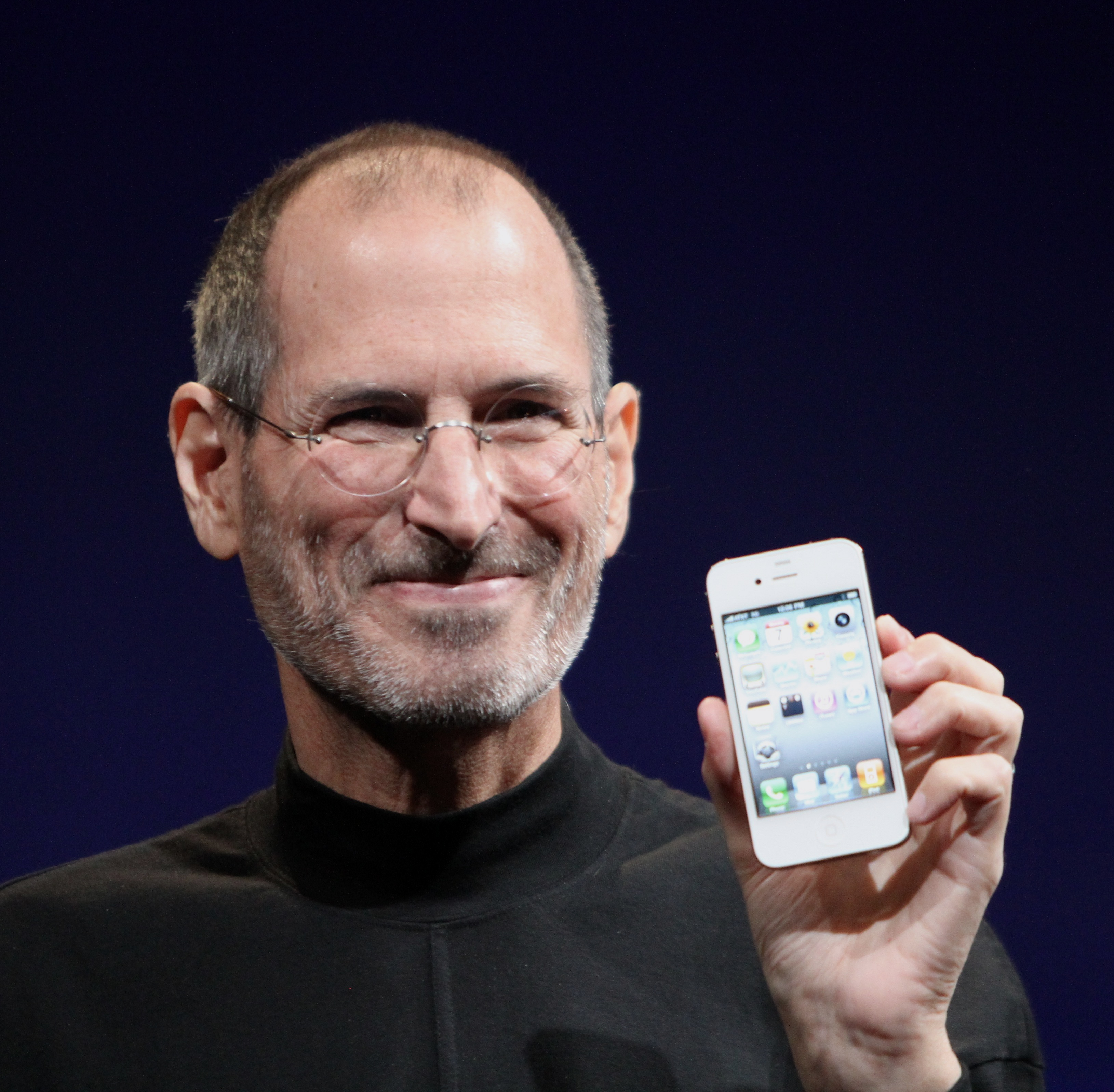
Steve Jobs, entrepreneur et inventeur américain
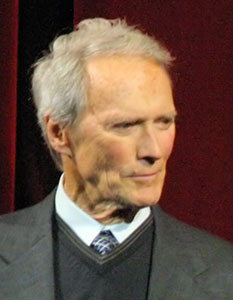
Clint Eastwood, acteur et réalisateur américain.
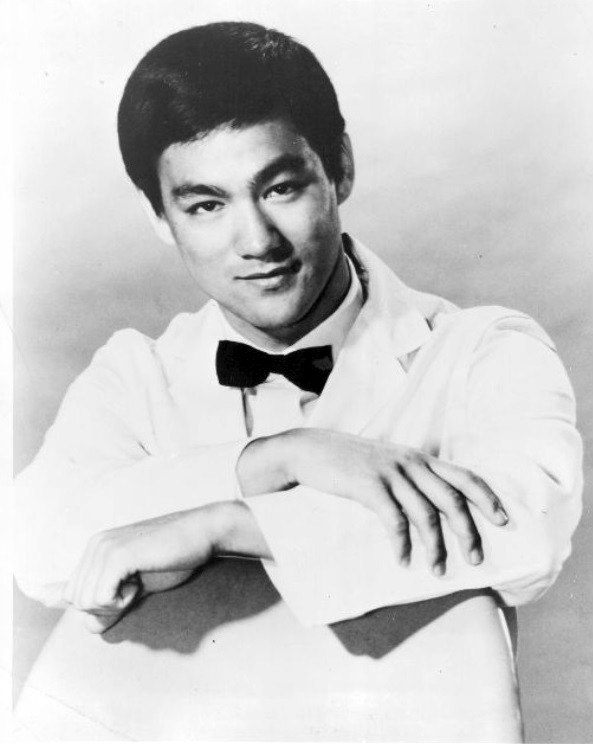
Bruce Lee, artiste martial, acteur et philosophe sino-américain.
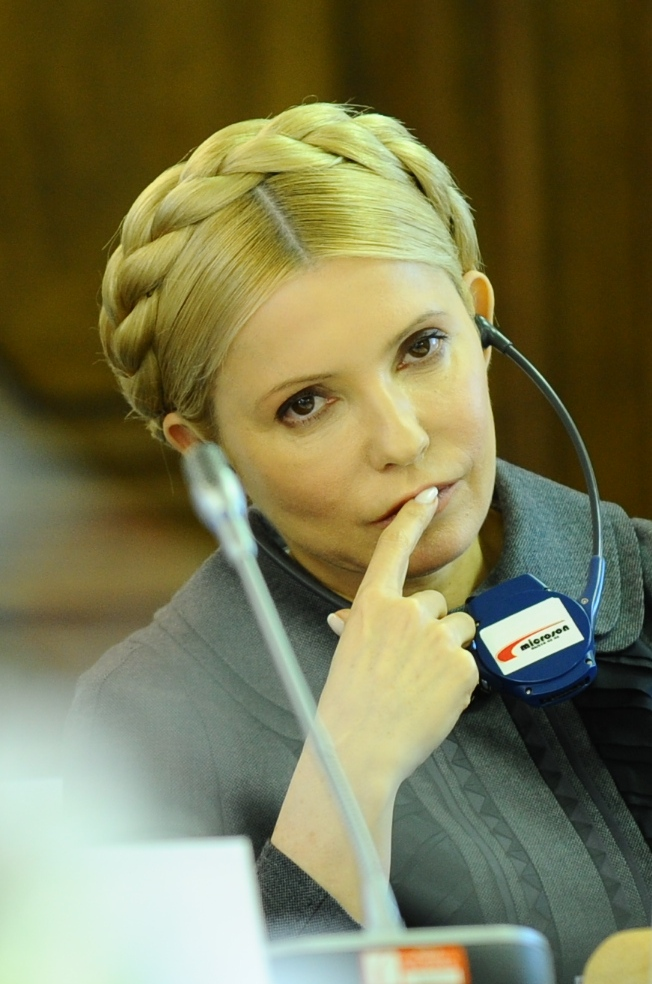
Ioulia Tymochenko, Première ministre ukrainienne.
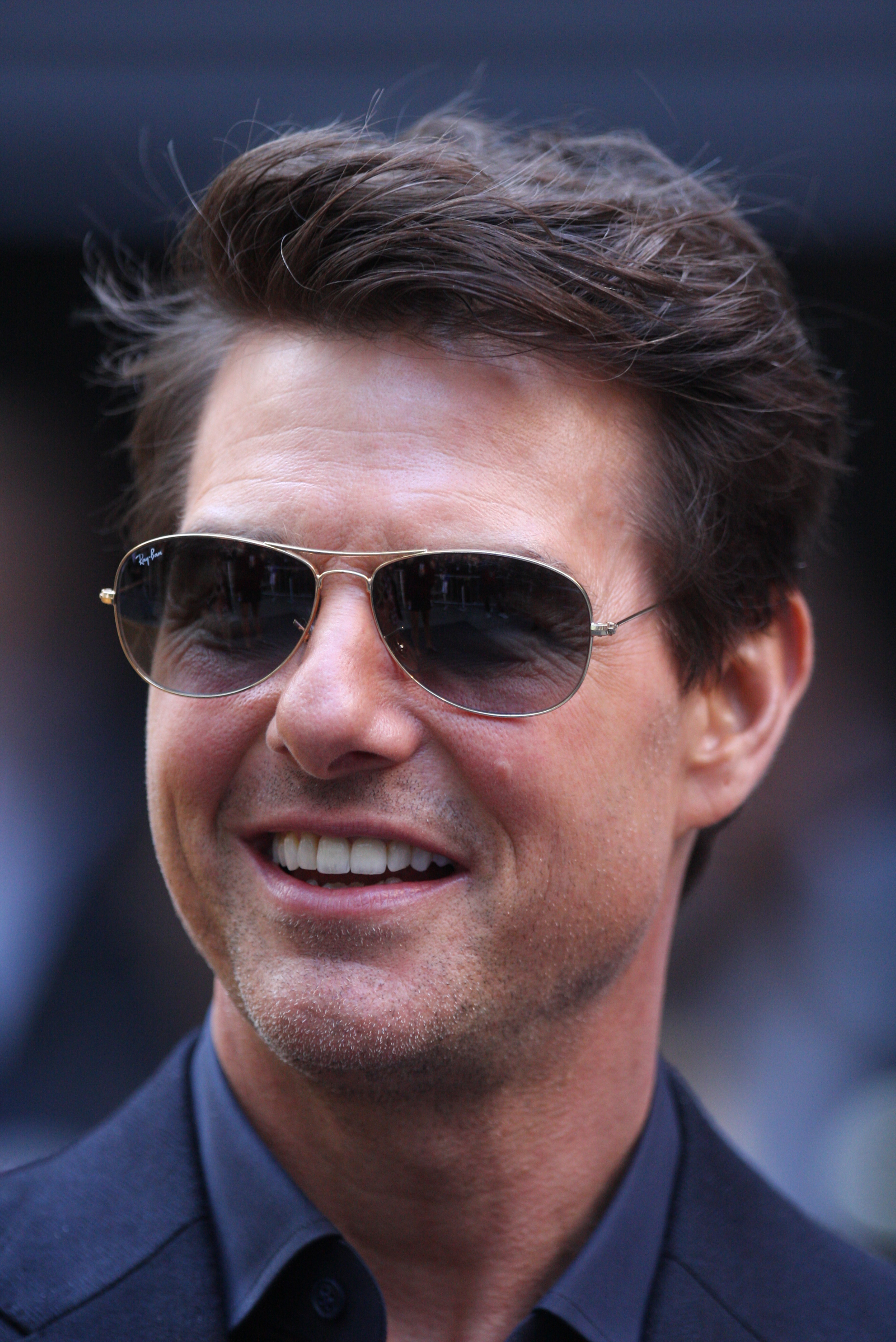
Tom Cruise, acteur et producteur
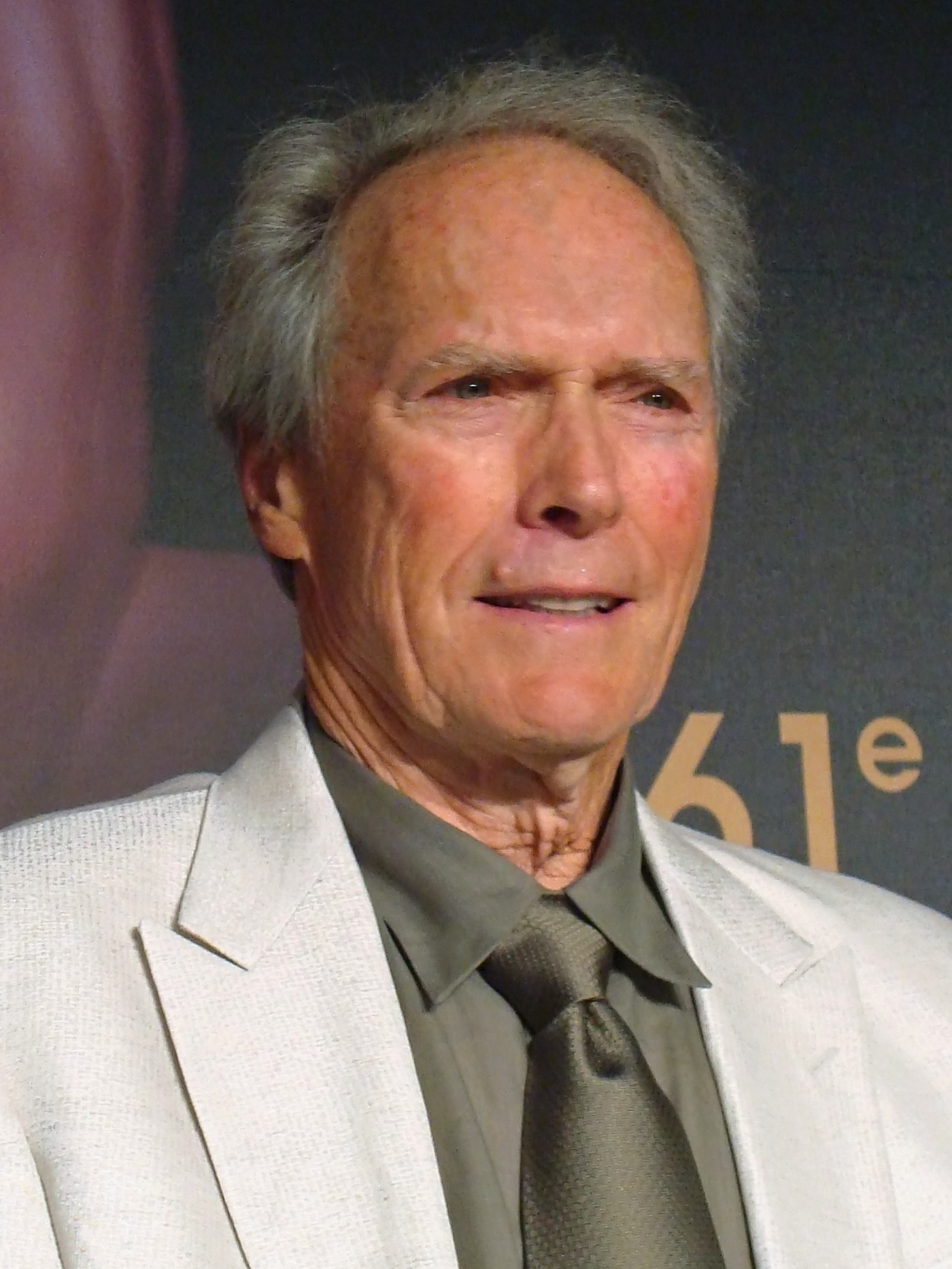
Certains praticiens estiment que Clint Eastwood serait un ISTP[18]. Cependant, si l'on suit les règles du MBTI, seul le passage du test permet d'identifier avec certitude un type de personnalité[19].